# 遠州小松駅
遠州小松駅（えんしゅうこまつえき）は、静岡県浜松市浜名区小松にある遠州鉄道鉄道線の駅。駅番号はET12。

## 歴史

### 駅名の由来
開業当時の地名（浜名郡小野口村大字小松）が由来。
かつてこの地域は小松の林が多かったため「小松」の地名が生まれた。

### 年表
- 1909年（明治42年）12月6日：小松駅として開業。
- 1923年（大正12年）4月1日：遠州小松駅に改称。
- 1945年（昭和20年）6月：浜松大空襲により遠州鉄道本社機能の一部（重役室・総務部）が一時的に駅前に移転配置される（終戦まで）。
- 1973年（昭和48年）10月1日：貨物営業廃止。
- 1979年（昭和54年）6月1日：駅舎新装。

## 駅構造
島式ホーム1面2線の地上駅。直営駅であり、駅舎がある。駅構内にはかつて売店が設けられていたが、現在は閉店している。
通常は東側線路を使用する。正式名称には「遠州」とつくが、車内放送では省略される。「こまつ」と語頭アクセントで呼ぶ。駅前にあるバス停は正式名称が「小松駅」である。
立体駐輪場（収容396台）が駅の西側に存在する。駅前が狭隘なため、中型車以上の車両を使用する路線バスは一旦駅舎側に頭を振り、バックで停車スペース（2台分ある）に入った後、客扱いを行う。

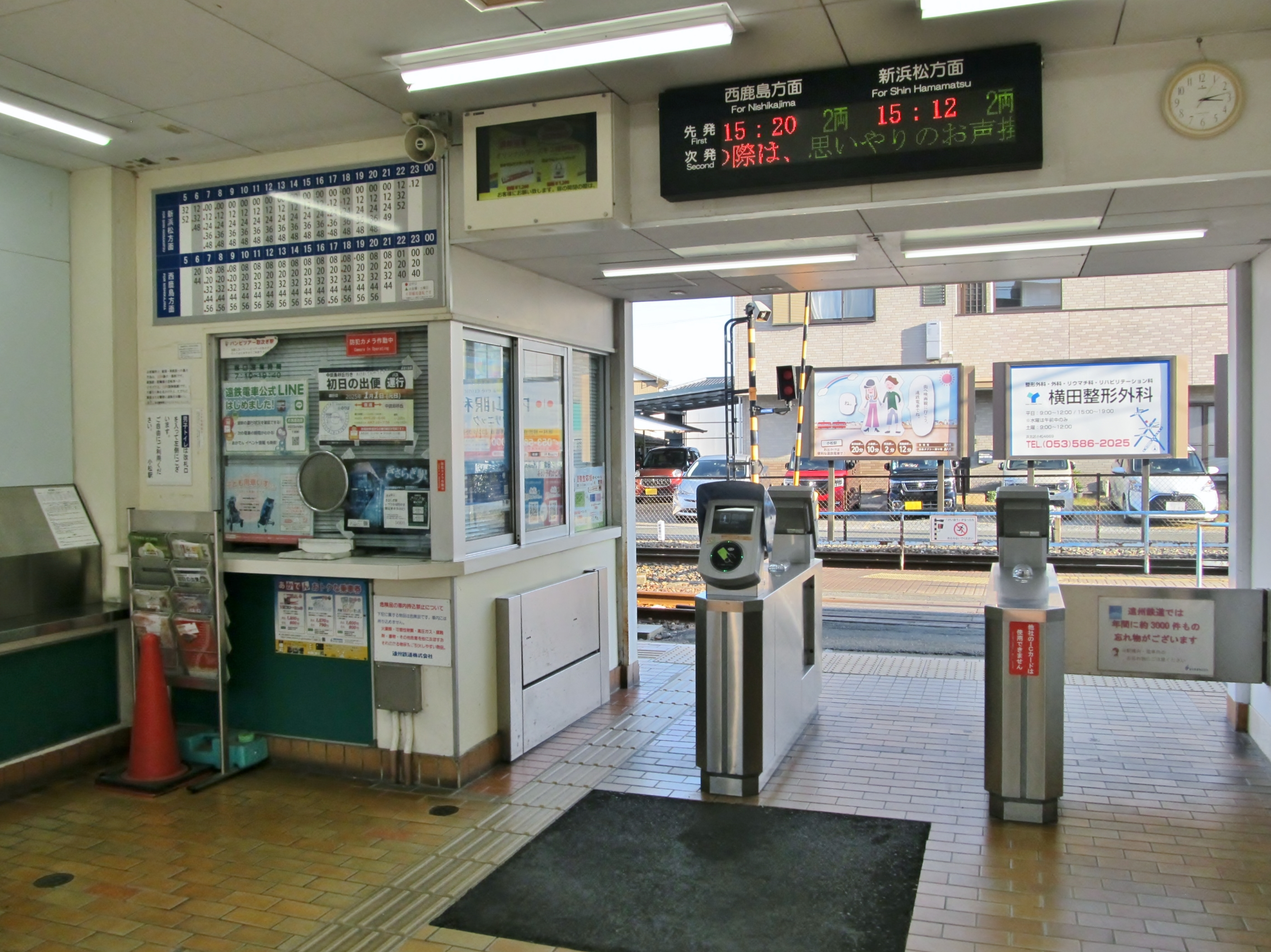
改札口
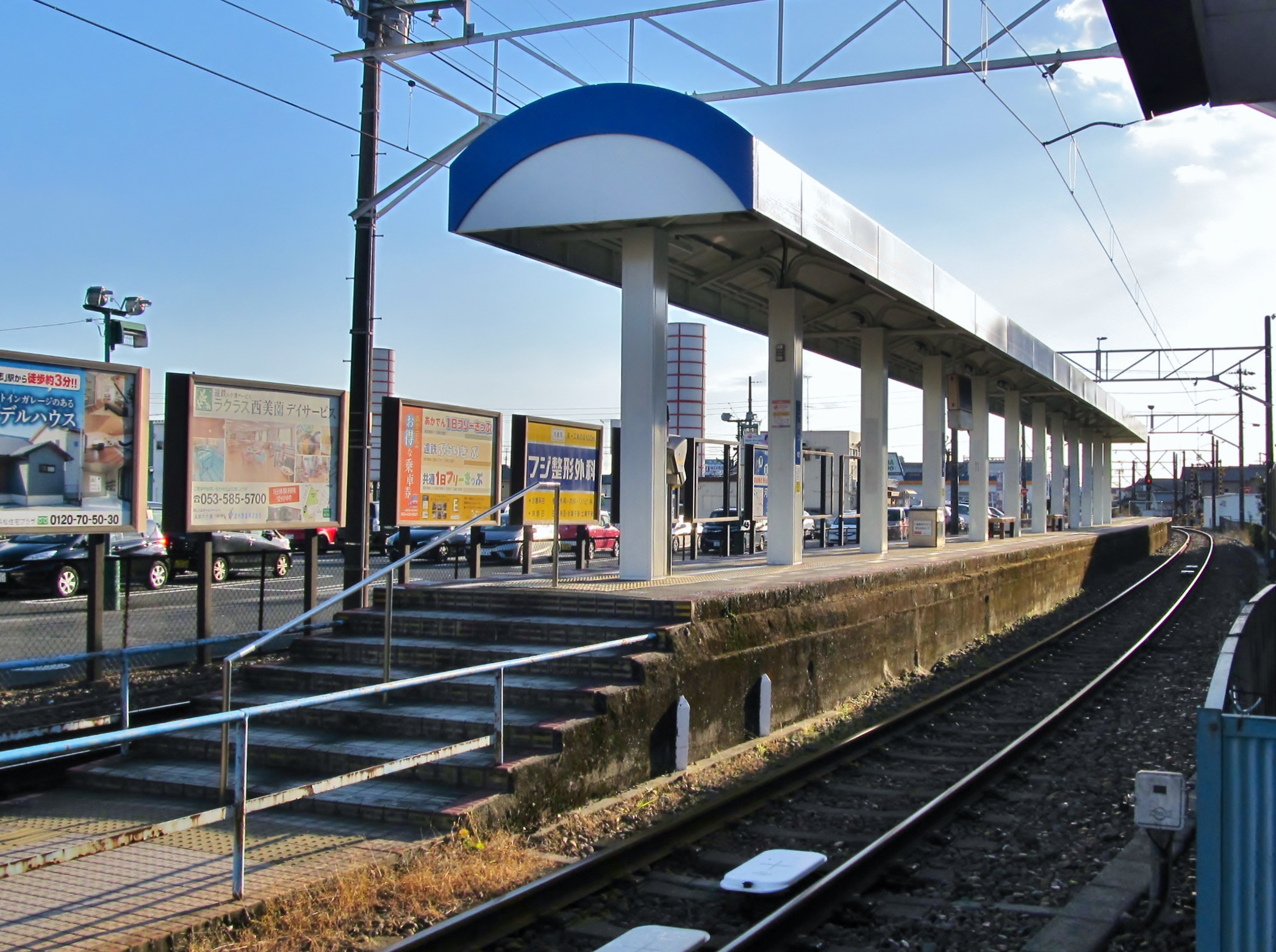
ホーム
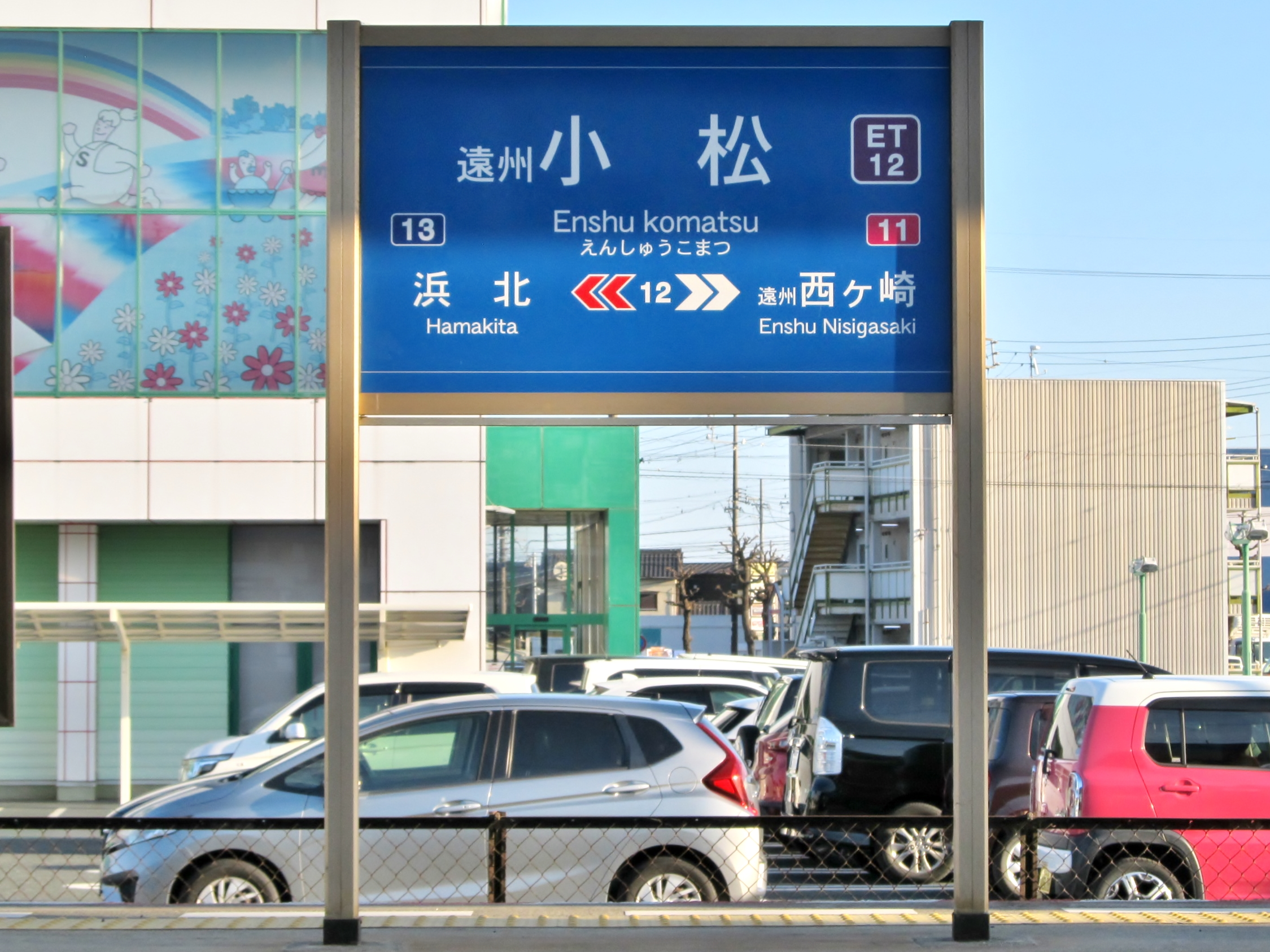
駅名標

### のりば
| ホーム | 路線            | 方向 | 行先             |
| ------ | --------------- | ---- | ---------------- |
| 西側   | ■遠州鉄道鉄道線 | 下り | 浜北・西鹿島方面 |
| 東側   | ■遠州鉄道鉄道線 | 上り | 曳馬・新浜松方面 |

## 利用状況
2019年度（令和元年度）の乗車人員は386,978人（全18駅中12位）、降車人員は375,135人（同12位）である。主として通学・通勤用に利用される。
1980年度（昭和55年度）以降の乗車人員および降車人員は次の表のとおりである。
| 年間の乗車人員・降車人員の推移 | 年間の乗車人員・降車人員の推移 | 年間の乗車人員・降車人員の推移 | 年間の乗車人員・降車人員の推移 |
| 年度                           | 遠州鉄道                       | 遠州鉄道                       | 出典・備考                     |
| 年度                           | 乗車人員                       | 降車人員                       | 出典・備考                     |
| ------------------------------ | ------------------------------ | ------------------------------ | ------------------------------ |
| 1980年度（昭和55年度）         | 512,167 人                     | 513,335 人                     | [ 3 ]                          |
| 1981年度（昭和56年度）         | 495,266 人                     | 503,961 人                     | [ 4 ]                          |
| 1982年度（昭和57年度）         | 474,174 人                     | 472,772 人                     | [ 5 ]                          |
| 1983年度（昭和58年度）         | 463,194 人                     | 461,358 人                     | [ 6 ]                          |
| 1984年度（昭和59年度）         | 439,715 人                     | 441,686 人                     | [ 7 ]                          |
| 1985年度（昭和60年度）         | 436,398 人                     | 434,501 人                     | [ 8 ]                          |
| 1986年度（昭和61年度）         | 445,505 人                     | 441,944 人                     | [ 9 ]                          |
| 1987年度（昭和62年度）         | 429,347 人                     | 426,334 人                     | [ 10 ]                         |
| 1988年度（昭和63年度）         | 443,443 人                     | 440,021 人                     | [ 11 ]                         |
| 1989年度（平成元年度）         | 447,864 人                     | 446,007 人                     | [ 12 ]                         |
| 1990年度（平成2年度）          | 462,341 人                     | 464,191 人                     | [ 13 ]                         |
| 1991年度（平成3年度）          | 472,940 人                     | 473,471 人                     | [ 14 ]                         |
| 1992年度（平成4年度）          | 504,600 人                     | 500,395 人                     | [ 15 ]                         |
| 1993年度（平成5年度）          | 524,301 人                     | 511,416 人                     | [ 16 ]                         |
| 1994年度（平成6年度）          | 514,829 人                     | 502,854 人                     | [ 17 ]                         |
| 1995年度（平成7年度）          | 511,938 人                     | 504,162 人                     | [ 18 ]                         |
| 1996年度（平成8年度）          | 490,471 人                     | 481,715 人                     | [ 19 ]                         |
| 1997年度（平成9年度）          | 483,221 人                     | 474,690 人                     | [ 20 ]                         |
| 1998年度（平成10年度）         | 433,194 人                     | 490,489 人                     | [ 21 ]                         |
| 1999年度（平成11年度）         | 481,047 人                     | 471,987 人                     | [ 22 ]                         |
| 2000年度（平成12年度）         | 486,810 人                     | 480,293 人                     | [ 23 ]                         |
| 2001年度（平成13年度）         | 482,692 人                     | 475,043 人                     | [ 24 ]                         |
| 2002年度（平成14年度）         | 456,083 人                     | 453,300 人                     | [ 25 ]                         |
| 2003年度（平成15年度）         | 465,650 人                     | 460,048 人                     | [ 26 ]                         |
| 2004年度（平成16年度）         | 449,265 人                     | 450,897 人                     | [ 27 ]                         |
| 2005年度（平成17年度）         | 442,655 人                     | 437,075 人                     | [ 28 ]                         |
| 2006年度（平成18年度）         | 451,762 人                     | 448,375 人                     | [ 29 ]                         |
| 2007年度（平成19年度）         | 462,565 人                     | 457,210 人                     | [ 30 ]                         |
| 2008年度（平成20年度）         | 443,744 人                     | 435,783 人                     | [ 31 ]                         |
| 2009年度（平成21年度）         | 396,933 人                     | 389,786 人                     | [ 32 ]                         |
| 2010年度（平成22年度）         | 389,631 人                     | 380,028 人                     | [ 33 ]                         |
| 2011年度（平成23年度）         | 374,182 人                     | 367,490 人                     | [ 34 ]                         |
| 2012年度（平成24年度）         | 375,738 人                     | 368,752 人                     | [ 35 ]                         |
| 2013年度（平成25年度）         | 386,931 人                     | 381,868 人                     | [ 36 ]                         |
| 2014年度（平成26年度）         | 389,818 人                     | 381,328 人                     | [ 37 ]                         |
| 2015年度（平成27年度）         | 393,541 人                     | 381,333 人                     | [ 38 ]                         |
| 2016年度（平成28年度）         | 378,010 人                     | 366,468 人                     | [ 39 ]                         |
| 2017年度（平成29年度）         | 379,849 人                     | 368,685 人                     | [ 40 ]                         |
| 2018年度（平成30年度）         | 393,297 人                     | 381,177 人                     | [ 41 ]                         |
| 2019年度（令和元年度）         | 386,978 人                     | 375,135 人                     | [ 2 ]                          |

## 駅周辺
- 浜北警察署
- 静岡県警県西部運転免許センター
- 浜松市浜名協働センター
- ヤマハ発動機 浜北工場
- 小松郵便局
- 静岡銀行 小松支店
- 浜松いわた信用金庫 小松支店
- 遠州信用金庫 浜北支店

### バス路線
小松駅バス停
- 遠鉄バス
  - 100 浜北医大三方原聖隷線　浜北駅行き
  - 100 浜北医大三方原聖隷線　西部免許センター・医科大学・三方原営業所・聖隷三方原病院行き
- 浜松バス
  - 浜松市自主運行バス浜北コミュニティバス北浜麁玉線（東コース、月・木）（小松駅入口バス停） - 駅のすぐ西側を南北に走る二俣街道沿いにバス停がある。早朝の下り1便のみ。

## 隣の駅
遠州鉄道
■鉄道線
遠州西ヶ崎駅（ET11） - 遠州小松駅（ET12） - 浜北駅（ET13）